# Gallneukirchen
Gallneukirchen település Ausztriában, Felső-Ausztria tartományban, az Urfahrkörnyéki járásban. Tengerszint feletti magassága 336 méter, területe 5,18 km².

## Elhelyezkedése
Gallneukirchen Engerwitzdorf, Unterweitersdorf és Alberndorf in der Riedmark településekkel határos.

## Népesség
| 2016 | 6 310 |
| 2018 | 6 492 |